# Miitomo
《Miitomo》是一款由任天堂开发并由其发行运营的智能手机平台游戏。本作是任天堂正式制作的第一款智能手机游戏，在Android和iOS平台发行。游戏类似此前在任天堂3DS上发售的休闲模拟类游戏《朋友收藏集 新生活》，玩家将创建自己的Mii形象，并会通过网络与其他的Mii进行社交活动。游戏还对应任天堂新推出的帐号系统Nintendo Account和新的会员机制My Nintendo。
《Miitomo》在2016年2月17日起在全球进行预约注册，3月17日起从日本地区开始陆续上线，游戏首批上线的有16个国家和地区，支持8种语言；虽然游戏没有正式支持中文，不过在游戏中可以输入和显示中文。游戏采用免费下载内容收费的形式。游戏在日本发售3天后，官方宣布已获得100万名玩家的注册；截至到4月27日时，已有1000万名玩家注册。於2018年5月9日結束服務。

## 游戏概况
《Miitomo》是由任天堂制作并发售的第一款智能手机游戏。在游戏中玩家需要从制作Mii形象开始游戏，并且通过面对面扫描各自的QR码、添加在Twitter相互关注的好友以及Facebook上的好友进行游戏。在《Miitomo》中，玩家通过回答游戏内的问题获得金币，而金币可以在游戏内的商店里购买服饰；而好友也可以在玩家的回答下方进行评论和聊天。除了通过金币购买服饰，玩家还可以通过“Miitomo Drop”的小游戏随机获得；进行小游戏时需要花费金币或游戏券。游戏内还有名为“Miifoto”的照片模式，可以将玩家或好友的Mii形象与手机内的照片进行合成，并附有多种滤镜和贴纸。
《Miitomo》还是第一款支持任天堂新推出的帐号系统Nintendo Account和新的会员机制My Nintendo的游戏。在《Miitomo》中登录玩家自己的Nintendo Account并关联My Nintendo，便可在游戏中通过完成相应的任务获得My Nintendo的白金點數。白金點數除了可以在游戏内兑换特殊的限定服饰，还可以通过累积到一定数额后在My Nintendo兑换其他奖品或获得其他游戏的优惠折扣。

## 开发历史
2015年3月17日，任天堂与DeNA在日本召开联合发布会，宣布任天堂会与DeNA合作，正式开发手机游戏。双方计划在2017年3月之前推出5款手机游戏，而第一部将会在2015年内公布。在经历了原社长岩田聪的突然病逝后，任天堂的新任社长君岛达己在2015年10月29日正式公布了任天堂的首个智能手机游戏《Miitomo》，并宣布本作的发售日期将会从2015年内延期到2016年3月。《Miitomo》在2016年2月17日起在全球进行预约注册，3月17日在日本地区正式上线，3月31日在欧美等其他地区上线。游戏首批上线的有16个国家和地区，支持8种语言。
《Miitomo》由参与过《朋友聚会》的核心成员负责制作，并由任天堂此前负责过《银河战士》系列的坂本贺勇领衔担当制作人。